# Antero Suonio
Aatto Antero Suonio, född 22 februari 1897 i Helsingfors, död 13 februari 1944 i Sordavala, var en finländsk skådespelare och operasångare.
Suonio var son till sångtextförfattaren Evert Suonio och skådespelaren Kirsti Suonio samt bror till Martta Suonio. Efter studentexamen från Finska normallyceet, engagerades han på hösten 1917 som kvällsskådespelare vid Finska nationalteatern. Han studerade sedan estetik, språk och sång vid Helsingfors universitet. I sång undervisades han av Wäinö Sola. Mellan 1919 och 1930 var han tenorsångare vid Finska operan, där han från 1927 även var regissör. Åren 1926–1928 samt 1934 var han solist för Helsingfors stadsorkester. Efter att övergivit operan, var Suonio 1935–1936 samt 1940-1944 chef för teatern i Lahtis och var biträdande chef för Viborgs stadsteater 1936–1939. Mellan 1939 och 1940 var han, enligt egen uppgift, studiochef och regissör vid Suomen Filmiteollisuus.
Lördagen den 12 februari 1944 hade Suonio bevistat en konsert i Sordavala och ämnade resa hem med nattåget. Då han var sent ute, försökte han med ett språng hoppa mot tågvagnen, men halkade och hamnade under tåget. Han fördes till sjukhus, men var så illa skadad att han avled följande dag.

## Filmografi
- Sockenskomakarna, 1923
- Tee työ ja opi pelaamaan, 1936
- Lapatossu ja Vinski olympia-kuumeessa, 1939
- SF-paraati, 1940